# Dywersja pozafrontowa
Dywersja pozafrontowa – utworzona w 1923 roku w Oddziale II Sztabu Generalnego Wojska Polskiego, na bazie doświadczeń Grupy Wawelberg, ściśle zakonspirowana komórka której zadaniem miało być:
- tworzenie zakonspirowanych grup wykwalifikowanych konspiratorów i dywersantów (w kraju i za granicą)
- łączenie ich w sieć o określonej strukturze podległości

Zadaniem grup dywersyjnych było w przypadku wybuchu wojny lub zajęcia części terytorium RP przez nieprzyjaciela prowadzenie na (płytkim i głębokim) zapleczu frontu działań dywersyjnych:
- wysadzanie mostów, przepustów i torów kolejowych
- sianie zamętu na bezpośrednim zapleczu frontu
- organizacja konspiracji wojskowej po zakończeniu działań wojennych

Organizacją dywersji pozafrontowej w Wielkopolsce zajmowali się oficerowie Samodzielnego Referatu Bezpieczeństwa i Samodzielnego Referatu Informacyjnego Dowództwa Okręgu Korpusu Nr VII w Poznaniu: Wincenty Wierzejewski, mjr Stefan Łukowicz, kpt. Wawrzyniec Mazany i mjr Jan Szumski.
Działania dywersyjne w 1939 nie zostały podjęte na szeroką skalę ze względu na szybkość ofensywy niemieckiej jak i skomplikowaną sytuację na wschodnich obszarach II RP po uderzeniu Armii Czerwonej. Na bazie powiązań grup dywersji pozafrontowej powstawały zalążki organizacji konspiracyjnych.
Po zakończeniu działań wojennych oficerowie prowadzący grupy dywersji pozafrontowej uruchamiali sieć powiązań w ramach Tajnej Organizacji Wojskowej.